# Hoikka (sjö i Suomussalmi, Kajanaland)
Hoikka är en sjö i kommunen Suomussalmi i landskapet Kajanaland i Finland. Sjön ligger 224,9 meter över havet. Den är 1,3 meter djup. Arean är 36 hektar och strandlinjen är 4,67 kilometer lång. Sjön  ingår i Uleälvens huvudavrinningsområde.   Den ligger omkring 120 kilometer öster om Kajana och omkring 560 kilometer nordöst om Helsingfors. 
Nordöst om Hoikka ligger Pieni Murhijärvi. 